# CSM Oradea
Clubul Sportiv Municipal Oradea este un club polisportiv din Oradea, înființat în anul 2003. Președintele clubului este Șerban Sere, iar clubul se află sub autoritatea Primăriei din Oradea. Cele mai importante secții sunt cele de polo pe apă și baschet.

## Arene
Cea mai mare sală de sport care este la dispoziția clubului este Sala Polivalentă din Oradea, inaugurata in 2022, deține următoarea capacitate: 5.200 baschet, 5.500 handbal, 7.000 concerte. Apoi, Arena Antonio Alexe, denumită astfel în cinstea fostului căpitan al reprezentativei României de baschet, mort într-un accident de mașină. Aici joacă secția de baschet masculin a clubului.
Bazinul Olimpic Ioan Alexandrescu, este de asemenea în administrarea Clubului Sportiv Municipal Oradea. Capaciateta acestuia este de 2.000 de locuri pe scaune. Aici își dispută meciurile secția de polo a clubului, CSM Digi Oradea, echipă campioană a României nouă sezoane la rând, între 2007 și 2015.

## Secția de handbal masculin
Clubul Sportiv Municipal Oradea a luat ființă în anul calendaristic 2003. Prima secție sportivă a acestei structuri a fost cea de handbal masculin.
Echipa de handbal a debutat în cel de-al 2-lea eșalon al țării, dar a obținut promovarea în eșalonul de elită, acolo unde a evoluat pentru un sezon. CSM Oradea a retrogradat înapoi în liga a 2-a, acolo unde a avut numeroase sezoane de mare succes, în care a dominat competiția.
CSM Oradea a câștigat cel de-al 2-lea eșalon handbalistic al României în 2014, 2015, 2017 și 2018. De asemenea, în 2020 și-a câștigat grupa din care a făcut parte, calificându-se la turneul semifinal, dar nu s-a prezentat. De fiecare dată, din rațiuni financiare și lipsa interesului finanțatorilor privați, secția de handbal masculin nu a putut să facă pasul spre Liga Națională, dar și-a continuat activitatea în Divizia A (al 2-lea eșalon al țării).

## Legături externe
- CSMOradea.ro Site oficial Clubul Sportiv Municipal Oradea
- CSM-Oradea.ro Arhivat în 7 noiembrie 2012, la Wayback Machine. Site oficial BC Oradea